# Árbol de Stern-Brocot

El árbol de Stern–Brocot.

En teoría de números, el árbol de Stern–Brocot es un árbol binario infinito en el que los vértices corresponden uno a uno a los números racionales positivos, cuyos valores están ordenados de izquierda a derecha.
El árbol de Stern-Brocot fue descubierto independientemente por Moritz Stern (1858) y Achille Brocot (1861).
La raíz del árbol de Stern–Brocot corresponde al número 1. 